# جين جيبسون
جين جيبسون (بالإنجليزية: Gene Gibson)‏ هو مدرب كرة سلة أمريكي، ولد في 24 سبتمبر 1924، وتوفي في 26 مايو 2007.